# کشاپ
کشاپ (به ترکی استانبولی: Keşap) شهری است در کشور ترکیه که در استان گره‌سون واقع شده‌است. جمعیت این شهر بر اساس سرشماری سال ۲۰۰۸ میلادی ۸٬۴۴۳ نفر و بر اساس برآوردهای سال ۲۰۰۹ میلادی ۷٬۹۱۸ نفر می‌باشد.